# Psyllaephagus perendinus
Psyllaephagus perendinus är en stekelart som beskrevs av Robinson 1970. Psyllaephagus perendinus ingår i släktet Psyllaephagus och familjen sköldlussteklar.
Artens utbredningsområde är:
- Kenya.
- Tanzania.

Inga underarter finns listade i Catalogue of Life.